# Tuning

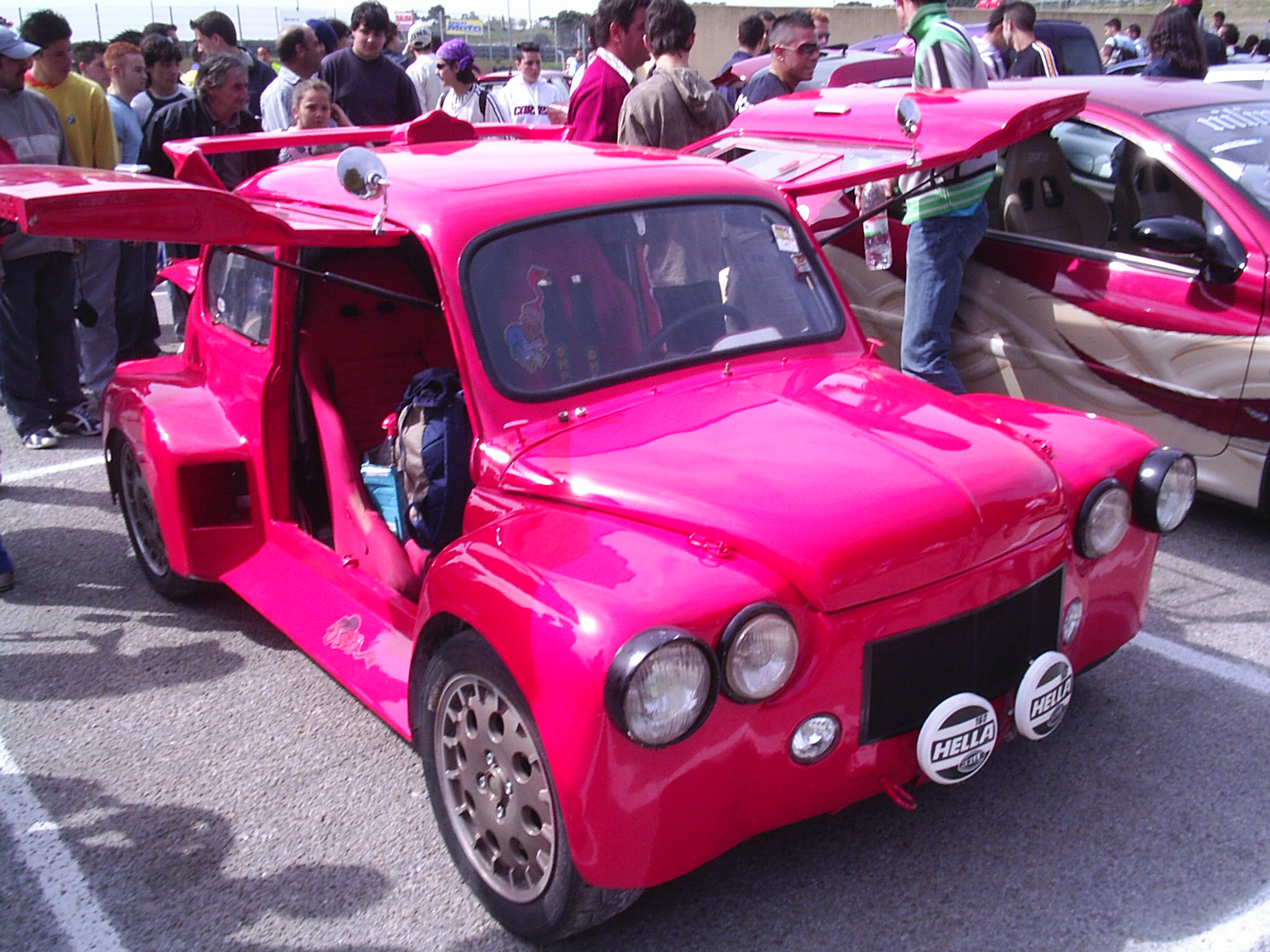
Egy szinte felismerhetetlenné tuningolt SEAT 600

A tuning a gépjárművek gyári kivitelének átalakítását, átépítését jelöli. A szó eredeti jelentése: hangolás, finomítás.
A tuningolás területei a műszaki és az optikai átalakítások, amelyek általában kiegészítik egymást.

## A tuning fajtái
A tuning érintheti a kocsi meghajtását, ekkor motortuningról beszélünk, vagy a külsejét, ilyenkor optikai tuningról van szó. Leggyakrabban a kettő együtt fordul elő. A tuningolás történhet magánúton, az autó tulajdonosának szakértelme, ízlése és pillanatnyi anyagi lehetőségei fényében, ehhez rengeteg cég gyárt különböző alkatrészeket, amik között vannak univerzálisan, több autóhoz használható alkatrészek és vannak meghatározott típushoz készült alkatrészek is, vagy erre szakosodott cégek komplett autóátépítésével, akik egy vagy több márka típusait szakértelemmel, professzionális módon tuningolnak fel, ez viszont sokkal drágább lehetőség. A magántuningolás esetében a sokféle alkatrész és egyéb olcsóbb kiegészítők az átalakítást könnyen el tudják téríteni az ízlésességtől.
A tuningolás általában olyan kommersz, gyakran régebbi autók átalakítását jelenti, amelyek gyárilag nem, vagy már nem rendelkeznek kellő teljesítménnyel vagy presztízzsel, ezért olcsóbban hozzájuk lehet jutni alapjárműként, viszont olyan „jobb” márkák is gyakran tuningolásra kerülnek, mint a BMW, a Mercedes, vagy az Audi. Ugyanakkor olyan sport vagy luxusmárkából is készül időről időre tuningváltozat, mint a Porsche, a Ferrari, vagy a Rolls-Royce. A nagy, minőségi gyártók korszerű típusait szakavatott vagy márkaspecifikus cégek tuningolják fel, az ilyen kocsik árának akár a felét is meghaladhatják a tuningolás költségei az alaptípus árához képest.

### Motortuning
Célja a motor teljesítményének növelése, ami majdnem minden esetben a motor várható élettartamának csökkenésével jár együtt. Kivételt képez ez alól az úgynevezett optimalizáló tuning, mellyel a gyári alkatrészeket, elektronikát hangolják össze úgy, hogy az optimális legyen, mely csak kis mértékű teljesítménynövekedést eredményez.
A motor tuningolásának több módja ismeretes:
- A motor lökettérfogatának és sűrítésének növelése (például: „felfúrás”, égéstér tágítás, dugattyúk cseréje)
- A motor áramlási veszteségeinek csökkentése
  - A szívó sor tuningolás. (például: direktszűrő beépítése)
  - A kipufogó sor tuningolása.(például: nagyobb keresztmetszetű kipufogó rendszerek)
- A meglévőnél erősebb, könnyebb alkatrészek beépítése (például: könnyített főtengely és lendkerék)
- A motor vezérlés megváltoztatása, például: vezérműtengely csere
- Nem feltöltős motorok esetében feltöltővel való ellátása, feltöltős motorok esetében ezek nagyobbra cserélése (lásd: turbó, kompresszor, intercooler)

A motortuning általában maga után vonja az optikai tuning alapvető változatait is, ahol a megnövelt teljesítmény biztonságosabb használata szükségessé teszi az olyan külső alkatrészek felszerelését is, mint például a spoilerek vagy a szélesebb, jobb tapadású gumik.
Futómű tuning
Célja, hogy az egész jármű úthoz való tapadása, irányíthatósága, a kormányzásra való reakciója jobb legyen, mint az átalakítás előtt. Ezt a célt a futómű mozgó elemeinek könnyítésével, és a deformációra hajlamos elemek merevebbé tételével érik el.  Leggyakrabban alkalmazott megoldások:
- Könnyebb, vagy merevebb keréktárcsa.

- Könnyebb lengőkarok.

- Jobb hatásfokú fékrendszer beépítése – Ez nagyobb átmérőjű féktárcsákat, és féknyergeket, illetve több dugattyús féknyergeket jelent. A féktárcsáknak nem csak az átmérőjét növelik, hanem a hűtési hatékonyságát is a túlmelegedés elkerülése érdekében. Ehhez úgynevezett belső hűtésű féktárcsákat alkalmaznak, illetve a féktárcsákban hűtő furatokat, vagy kimarásokat (hosszúkás lyukakat) készítenek.

- Megváltoztatják a tekercsrugók menetemelkedését, és igen gyakran a tekercselés átmérőjét is.

- A lengéscsillapítók jelleggörbéjét is megváltoztatják, tehát azt a tulajdonságukat, hogy az összenyomásra, illetve széttágulásra milyen gyorsan képesek reagálni. Ez gyakran együtt jár a lengéscsillapítók tömegének csökkenésével is.

### Optikai tuning
Optikai tuning az autó olyan jellegű módosítása, amellyel az alakja, megjelenése változik, látványosabb, tetszetősebbé válik. Ilyenkor nem feltétlenül történik meg a motor átépítése.
Az optikai tuningot két részre bonthatjuk:
- Belső optikai tuning: Az autó belterének megjelenésén történő módosítás (utastér, csomagtartó és motortér).
- Külső optikai tuning: Az autó külső megjelenésén történő módosítás ( karosszéria elemek, ablakok, kerekek, lámpák ).

A tuningolások történhetnek az egyes elemek cseréjével, vagy átalakításával, továbbá új termékek behelyezésével.
A belső tuning lehet a kárpitok, vagy a műszerfal átalakítása, a különböző mérőműszerek beszerelése, sportosabb megjelenésű váltógomb/pedálszett beépítése, az ülések cseréje, a különböző fénytechnikai eszközök felhelyezése.
A külső tuningolás lehet az alufelni felszerelése, az ablakok lesötétítése, a különböző külső spoilerek, és szintén a különböző fénytechnikai eszközök felhelyezése.

#### Beltér átépítés
A belső kárpitok kicserélése (flokkolás, bőrözés) és az utastér egyéb szépítései tartoznak ide. Gyakori a „Sport” pedálsor beépítése, valamint a váltógomb és kézifékkar (és „szoknyájuk") lecserélése. Ezen kívül beltér módosításhoz tartozik, a hangrendszer. Nem ritka az sem amikor már a csomagtérben is megjelennek a 15 colos mélynyomók és egyéb erősítők. Beltérmódosításhoz tartozik a Nitrópalack is (NOS, NX), ám a funkciója már teljesítmény tuninghoz tartozik. Sokan kidíszítik még az autó belsejét úgynevezett neoncsövekkel mely egyedi dizájnt ad az autónak. Nem ritkán használják külső (optikai) tuningelemnek is. Gyakorta előfordul még motortérben és csomagtartóban is az egyedi hangrendszer mellett.

#### Hangrendszer átalakítása
Ide tartozik a gyári fejegység és hangszórók cseréje és mélynyomó csomagtartóba helyezése. Gyakran komplett multimédiás rendszerek kerülnek beépítésre.